# 호야시
호야시(일본어: 保谷市 호오야시[*])는 도쿄도에 있었던 시이다.
도시는 2001년 1월 21일에 다나시 시와 합쳐져 니시토쿄시가 되었다. 또한 호야는 세이부 이케부쿠로 선의 역 이름이기도 하다.

## 시의 유래
에도시대의 문헌에는 「호야」또는 「호야」의 지명이 사용되고 있었다.
그 후 17세기 후반인 겐로쿠시대에는 공문서에 현재의 호야(保谷) 문자가 기록되어 있고, 막부에 제출하는 서류에 실수로 호야(保谷)를 써서 이후 이 글자가 되었다고 하며, 현재의 지명은 이 무렵에 확정된 것으로 보인다.
니시도쿄시의 성립 후 그 이름은, 역명인 호야역과 정명(호야쵸 및 시모호야), 창업의 땅이 있던 광학 기기·유리 메이커의 회사명 「HOYA」로서 남아 있다.
또 도쿄도 구니타치시의 야호 지구에서는 한때 작물의 흉년이 계속 되었던 적이 있어, 그 지역에 살고 있던 주민이 그 근처로 이주해 고향의 호야를 잊지 않는다고 해서 반대로 붙여졌다고도 한다. 

## 지리
2007년 현재의 도쿄도 니시도쿄시 히바리가오카(타나시시 히바리가오카 단지였던 3초메 2번을 제외함), 히바리가오카키타, 스미요시초, 사카에초, 기타초, 시모초, 히가시초, 이즈미초, 호야초, 후지초, 히가시후시미, 야나기사와, 신마치에 해당된다.

## 역사
다른 다마지역과 마찬가지로 에도시대 무렵부터 에도에 농산물 공급지로 발전하였으며, 특히 다마가와죠스이(玉川上水)의 분수인 센카와죠스이(千川上水)의 개통에 따라 닛타 개발도 이루어졌다.타이쇼 시대에 이케부쿠로와 도코로자와를 묶는 무사시노철도(현재의 세이부 철도 이케부쿠로선)가 개통하여, 호야역·히바리가오카역(당시는 다나시초역)이 개업하였다. 그 다음은 철도에 의해 도쿄(시내)의 분뇨를 비료로 하기 위해 운반해 들여와 수확한 작물(채소가 중심)을 출하하는 근교 농업이 중심이 된다.태평양 전쟁 후는 도심에 가까운 것부터 주택(특히 단지) 개발이 진행되어, (도영의 야나기사와, 공단의 히가시후시미, 히바리가오카) 도쿄의 베드타운으로서 발전하였다.
- 1868년 - 무사시 국 니쿠라 군 히로사와 쇼노카타 령에서 시나가와 현이 되었다.
- 1872년 - 이루마 현으로 변경되었다.
- 1873년 - 구마가이 현으로 변경되었다.
- 1876년 - 사이타마현으로 변경되었다.
- 1886년 - 가미호야, 시모호야, 가미호야신덴, 고구레, 하시토의 5촌으로 호야 연합촌이 되었다.
- 1889년 4월 1일 - 정촌제 시행에 따라 가미호야, 시모호야, 가미호야 신덴의 구역으로 사이타마현 니쿠라군 호야촌이 되었다.
- 1896년 3월 29일 - 니쿠라이 기타아다치 군에 편입되어 같은 군의 소속이 되었다.
- 1907년 4월 1일 - 사이타마현 기타아다치군에서 도쿄부 기타타마군으로 바꾸었다.
- 1915년 4월 15일 - 무사시노 철도 무사시노 선(현 세이부 이케부쿠로 선) 개통.호야역 개업
- 1924년 6월 11일 - 무사시노선 다나시초 역(현 히바리가오카 역)이 개업하였다.
- 1927년 4월 19일 - 세이부 철도 무라야마 선(현 세이부 신쥬쿠 선) 개통.가미호야 역(현 히가시후시미 역), 세이부 야나기사와 역 개업하였다.
- 1940년 - 정으로 승격하였다.
- 1943년 7월 1일 - 도쿄도제 시행에 의해 도쿄도의 소속이 되었다.
- 1967년 1월 1일 - 시제 시행해 호야시가 되었다.
- 2001년 1월 21일 - 다나시시와 신설 합병해 니시토쿄시가 되어, 동일 호야시가 폐지되었다.

## 교통

### 일반 노선 버스
기본적으로 다구간제 운임이지만 도구내 균일 운임지역과 걸치는 노선도 많아 시내에서는 전승차 선불(승차시에 행선지를 신고) 방식과 후승차 후불 방식(정리권 발행)의 2가지 승강 방법이 혼재하고 있다
- - 세이부버스 - 가미샤쿠지이 영업소, 타키야마 영업소, 타키야마 영업소 니시하라 차고에서 관할하였다
  - 간토버스 - 무사시노 영업소에서 관할하였다.
  - 도영 버스 - 합병 시점에서는 우메 70 계통 오메 차고 - 야나기사와 역전(세이부 야나기사와 역)의 노선이 1번밖에 운행하지 않았다. 과거에는 아사가야역(스기나미구)까지 운행하고 있었지만 아사가야역 - 다나시혼마치 2초메간을 1984년에 폐지했기 때문에 철퇴하였고, 1992년에 야나기사와 역전에 노선 연장해 시내 구간이 부활하여, 니시토쿄시 이행 후의 2015년까지 운행을 계속하였다.(이후는 코다이라시의 하나코가네이역 발착). 또, 신쥬쿠 방면에서 히가시후시미까지의 노선도 존재하였다.

### 커뮤니티 버스
1996년 운행 개시. 세이부버스 가미샤쿠지이 영업소에 운행을 위탁해 전용차로서 신차(히노·리에세 2대, 휠체어용 리프트 없음)를 도입하였다.
2001년 합병에 따라, 이듬해 2002년 3월에 니시도쿄시 「하나버스」로 재편하여, 전용 차량도 인계되었다.